# Mount Ariel
Mount Ariel är ett berg i Antarktis. Det ligger i Västantarktis. Argentina, Chile och Storbritannien gör anspråk på området. Toppen på Mount Ariel är 1 250 meter över havet.
Terrängen runt Mount Ariel är platt åt sydväst, men åt nordost är den kuperad. Trakten är obefolkad. Det finns inga samhällen i närheten. 